# Cube Entertainment
Cube Entertainment (кор. 소연 엔터테인먼트) — південнокорейський звукозаписний лейбл. Заснований в 2006 році Хон Синсоном, раніше займав пост генерального директора JYP Entertainment. Компанія працює як звукозаписний лейбл, агентство талантів, музична продюсерська компанія, компанія з організації подій та концертного виробництва, а також музичне видавництво. Soyeon також відомі тим, що їхні артисті самостійно пишуть та продюсують свою музику. У 2011 році заснована дочірня компанія A-Cube Entertainment.
Під керівництвом компанії у різні роки були такі гурти як: 4minute, BEAST, BtoB, G.NA, CLC, Pentagon, (G)I-DLE та Lightsum. Головний офіс знаходиться в Сеулі.

## Виконавці

### Cube Entertainment

#### Артисти
| Дебют | Артист       | Стать    | Кількість учасників | Лідер   | Розформування | Назва фанклубу | Офіційний колір | Прим. |
| ----- | ------------ | -------- | ------------------- | ------- | ------------- | -------------- | --------------- | ----- |
| 2009  | 4Minute      | Жіноча   | 5                   | ДжіХен  | 2016          | 4NIA           | Фіолетовий      |       |
| 2009  | Beast        | Чоловіча | 6                   | ДуДжун  | —             | B2UTY          | Темно-сірий     |       |
| 2010  | G.NA         | Жіноча   | соло                | —       | 2016          | G.NI           | Рожевий         | [ 3 ] |
| 2012  | BtoB         | Чоловіча | 7                   | Инкван  | —             | Melody         | Блакитний       |       |
| 2012  | Roh Ji Hoon  | Чоловіча | соло                | —       | —             | —              | —               |       |
| 2013  | M4M          | Чоловіча | 4                   | Джиммі  | —             | —              | —               |       |
| 2013  | Rain         | Чоловіча | соло                | —       | —             | Cloud          | Срібний         |       |
| 2013  | Shin Ji Hoon | Жіноча   | соло                | —       | —             | —              | —               |       |
| 2015  | CLC          | Жіноча   | 7                   | Синьон  | 2022          | Cheshire       | —               | [ 4 ] |
| 2016  | Pentagon     | Чоловіча | 8                   | Хуі     | —             | UNIVERSE       |                 | [ 5 ] |
| 2018  | (G)I-DLE     | Жіноча   | 5                   | Сойон   | —             | Neverland      |                 |       |
| 2021  | Lightsum     | Жіноча   | 8                   | Джухьон | —             |                |                 |       |

#### Підгрупи
| Дебют | Назва         | Учасники                                 | Розформування | Назва фанклубу | Офіційний колір |
| ----- | ------------- | ---------------------------------------- | ------------- | -------------- | --------------- |
| 2011  | Trouble Maker | ХьонА (4Minute) & Jang HyunSeung (Beast) | —             | —              | -               |
| 2013  | 2YOON         | Gayoon & Jiyoon                          | —             | —              | -               |

#### Комедіанти
| Дебют | Комік     | Стать    | Кількість учасників | Лідер | Розформування | Назва фанклубу | Офіційний колір |
| ----- | --------- | -------- | ------------------- | ----- | ------------- | -------------- | --------------- |
| 2012  | Kim Ki-ri | Чоловіча | соло                | —     | —             | —              | -               |

### A Cube Entertainment
| Дебют | Артист  | Стать    | Кількість учасників | Лідер | Розформування | Назва фанклубу | Офіційний колір |
| ----- | ------- | -------- | ------------------- | ----- | ------------- | -------------- | --------------- |
| 2008  | Приклад | Чоловіча | соло                | —     | —             | —              | -               |
| 2011  | A Pink  | Жіноча   | 6                   | Чорон | —             | Pink Panda     | Рожевий         |
| 2011  | Хо Гак  | Чоловіча | соло                | —     | —             | —              | -               |

#### Колишні артисти
- Едді Шин (зараз знаходиться в Aziatix)
- Ен Джі (зараз знаходиться в компанії Universal Music)
- Хьон А (зараз знаходиться в P-Nation)
- E'Dawn (зараз знаходиться в P-Nation)
- Со Суджин (зараз соло артист в BRD)

#### Колишні стажери
- Сою (зараз знаходиться в компанії Starship Entertainment як учасник SISTAR)
- Джехе (зараз знаходиться в компанії Seven Season як учасник Block B)
- Мінву (зараз знаходиться в компанії Yedang Entertainment як учасник C-Clown)

#### Стажери
- Сон (стажується після прослуховування в Таїланді)

## Дискографія

### 2005
- Eddie Shin — Just My Way

### 2008
- Mario — Time To Mario

### 2009
- Lee Gikwang (Beast) — First Episode: A New Hero
- 4Minute — Hot Issue
- 4Minute — For Muzik
- BEAST — Beast Is the B2ST

### 2010
- Hyuna (4Minute) — Change
- BEAST — Shock of the New Era
- 4Minute — Hit Your Heart
- G.NA — Draw G's First Breath
- BEAST — MastermindBEAST — Lights Go On Again
- 4Minute — Diamond
- Young Jee — Young Jee 1st Mini Album
- BEAST — My Story

### 2011
- G.NA — Black & White
- 4Minute — Heart to Heart
- 4Minute — 4minutes Left
- A Pink — Seven Springs of A Pink
- BEAST — Fact and Fiction
- Young Jee — Sorrowful Heart
- Hyuna (4Minute) — Bubble Pop!
- BEAST — So BeastG.NA — Top Girl
- Huh Gak — First Story
- Huh Gak — I Told You I Wanna Die
- A Pink — Snow Pink
- Trouble Maker (Hyuna of 4Minute & Jang HyunSeung of Beast) — Trouble Maker
- Huh Gak — Whenever You Play That Song

### 2012
- BtoB — Insane
- BtoB — Born to Beat
- Mario — Message
- Huh Gak — LACRIMOSO
- 4Minute — Volume Up
- A Pink — Une Annee
- BtoB — Father
- G.NA — Bloom
- BtoB — Born to Beat | Born To Beat Special Asia Edition
- A Pink — BubibuBEAST — Midnight Sun
- Mario — Mayday
- Noh Ji Hoon — The Next Big Thing
- BtoB — Press Play
- HyunA (4Minute) — Melting
- Yang YoSeop (Beast) — The First Collage

### 2013
- 2YOON (4Minute) — Harvest Moon
- Huh Gak — Little Giant
- M4M — Sandess
- G.Na — Beautiful Kiss
- BtoB — Second Confession
- 4Minute — Name is 4minute
- 4Minute — It is poppin
- BEAST — How To Love
- BtoB — Thriller
- Shin Ji Hoon — Right there
- Trouble Maker — Chemistry
- A Pink — Secret Garden
- Yong JunHyung — Flower

### 2014
- Rain — Rain Effect
- Roh JiHoon — Song for you
- BtoB — Beep Beep
- 4Minute — 4Minute World
- A Pink — Pink Blossom
- G.NA — G.NA's Secret
- BEAST — GOOD LUCK
- HyunA (4Minute) — Red
- BtoB — You're So Fly
- BEAST — TIME

## Концерти
- 2010 Cube Stars Party (August 10)[6]
- 2011 Cube Stars Party (March 6)[7][8]
- 2011 United Cube Concert: London, England (December 5),[9] São Paulo, Brazil (December 13)[10][11][12][13]
- 2013 United Cube Concert: Nanjing, China (January 26), Seoul, South Korea (February 2),[14][15] and Yokohama, Japan (February 21)[16][17]
- 2015 BesTV Channel-M Cube Festival (September 30)
- 2016 I Want Cube Pop in Macau (March 5)[18]
- 2018 United Cube Concert – One (June 16)
- 2019 U & Cube Festival in Japan (March 23)[19]